# کاندلاریا
کاندلاریا(به اسپانیایی: Candelaria) یک دهستان‌ در اسپانیا است که در تنریف واقع شده‌است.

## خصوصیات
کاندلاریا ۴۹٫۱۸ کیلومترمربع مساحت و ۲۵٬۱۴۰ نفر جمعیت دارد.

## خواهرخوانده
شهرهای آرافو و گویمار خواهرخوانده‌های کاندلاریا هستند.

## نگارخانه

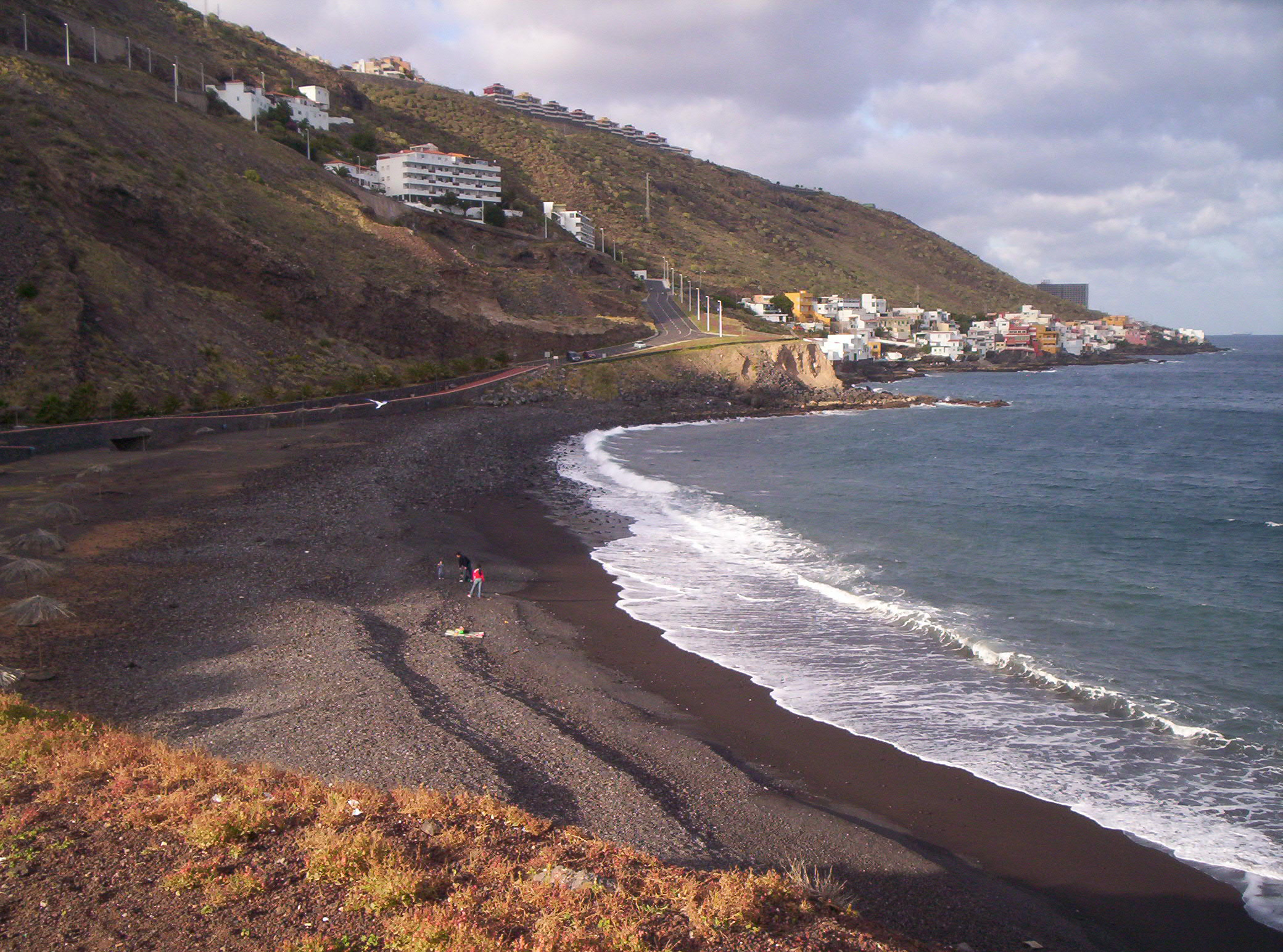
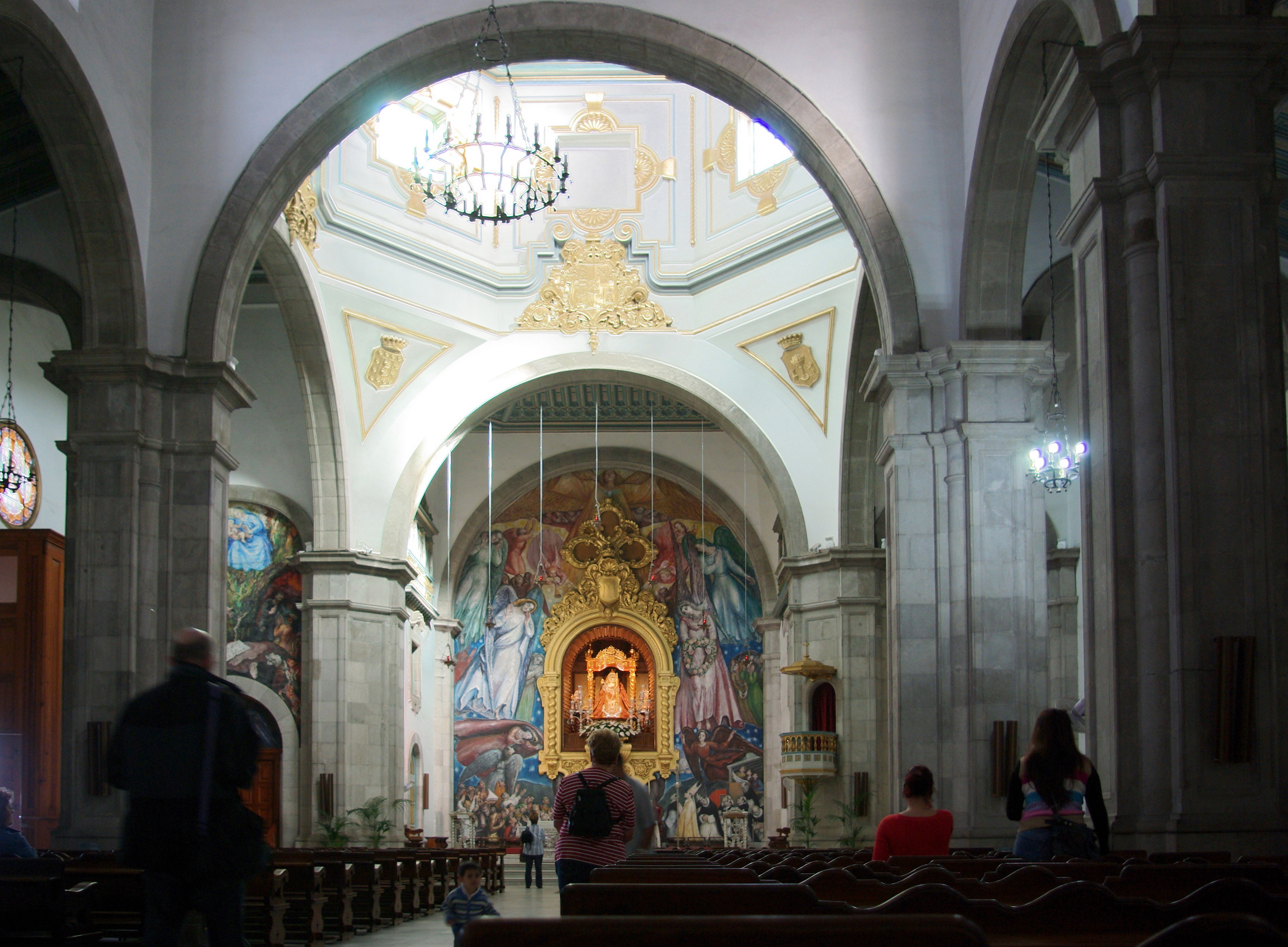
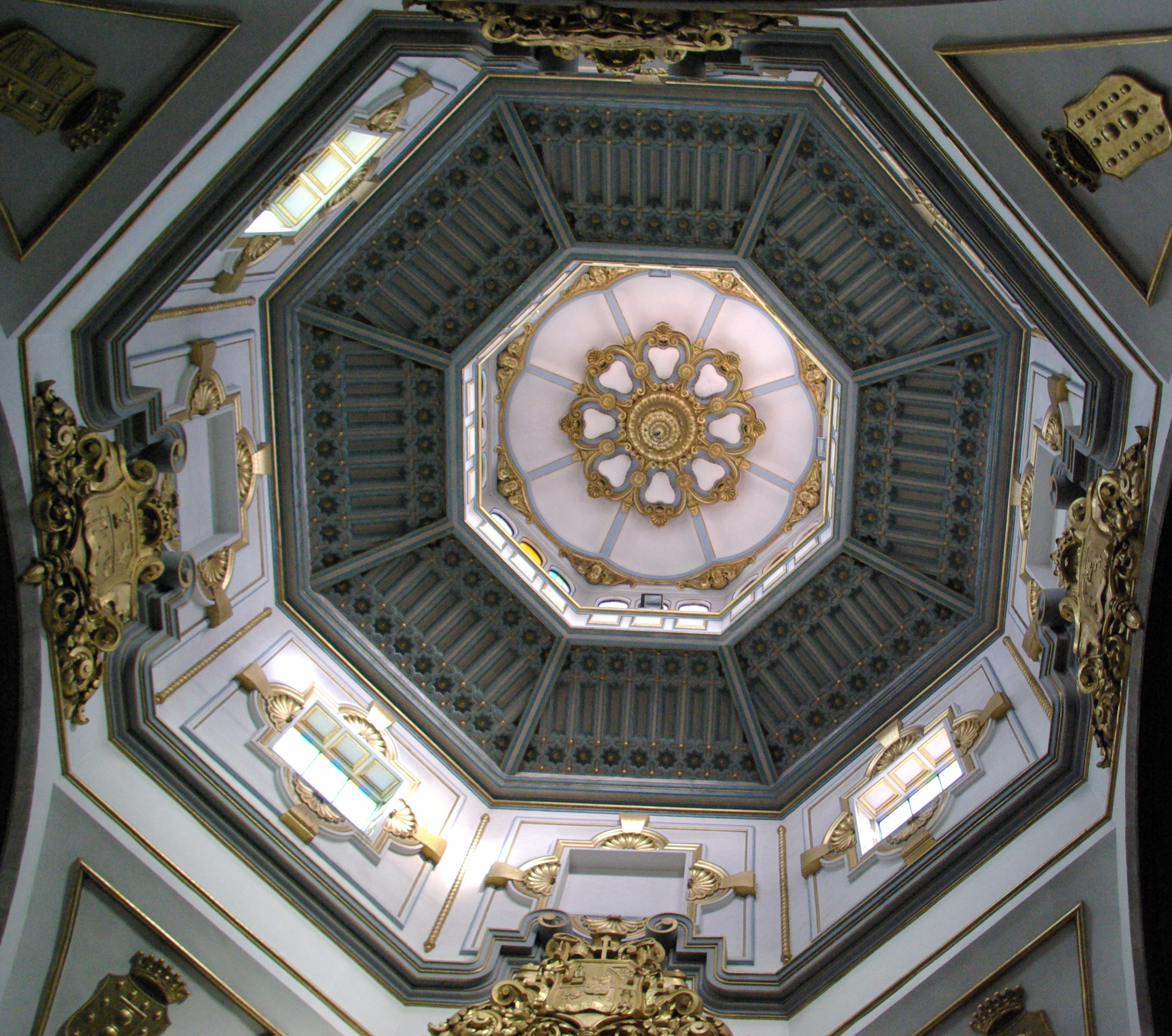
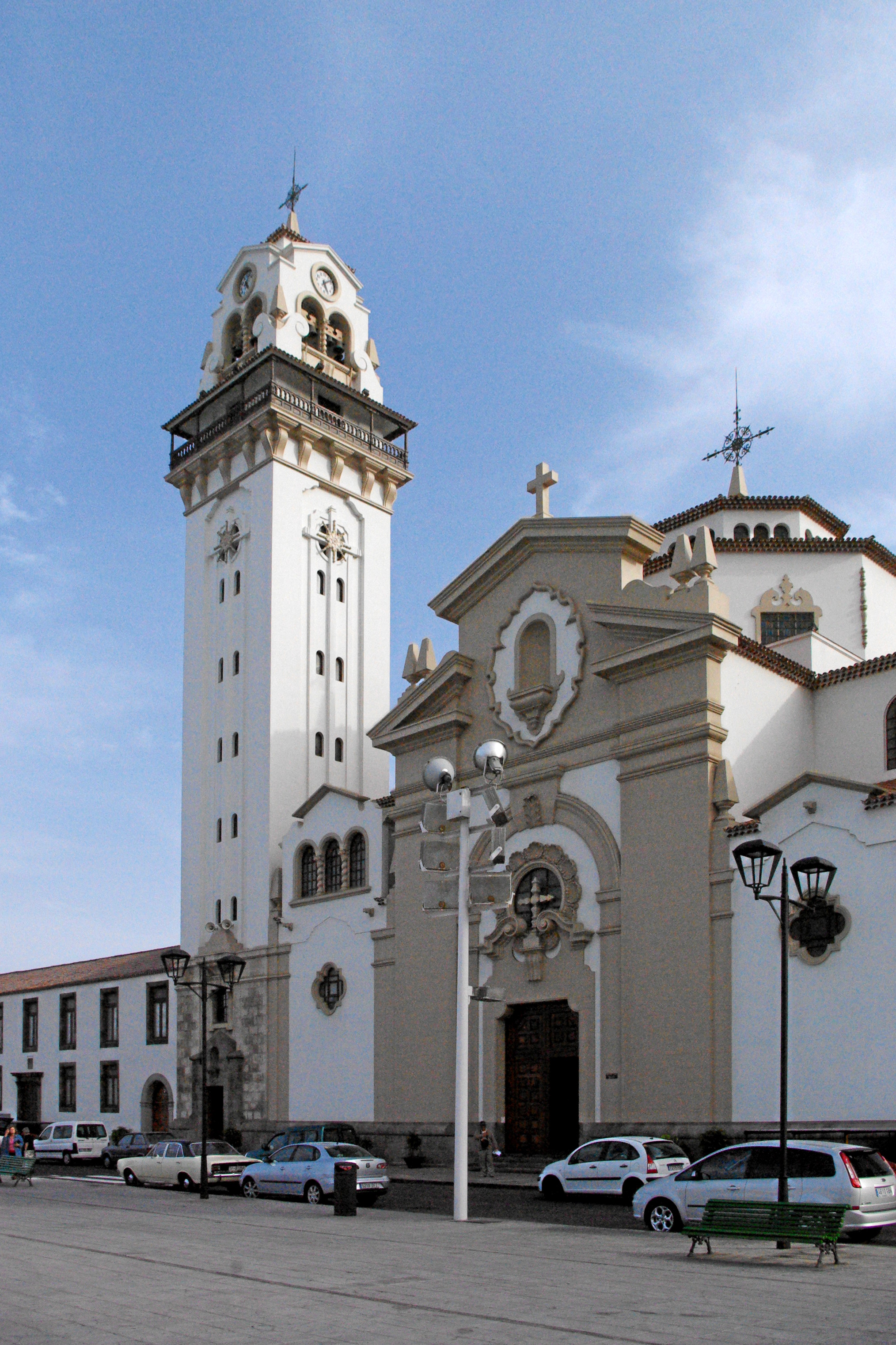
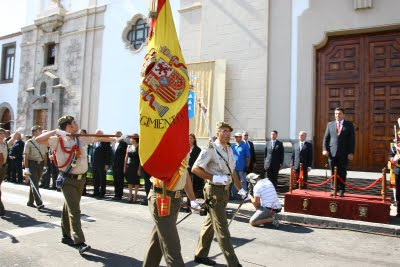